# Québec en Forme
Québec en Forme était une organisation québécoise fondée en 2002 issue d'une entente de partenariat de 480 millions entre la Fondation Lucie et André Chagnon et le Gouvernement du Québec. Elle vise à promouvoir la bonne forme physique et la saine alimentation auprès des enfants de 0 à 17 ans. Le septembre 2019, Québec en Forme devient M361
au terme du mandat qui lui avait été confié par le gouvernement du Québec et la fondation Lucie et André Chagnon. Elle se transforme en une toute nouvelle organisation et redirige ses activités.

## Mission
La mission de Québec en Forme est de mobiliser les personnes et toute la société québécoise pour agir en faveur de l'adoption et du maintien d'un mode de vie physiquement actif et d'une saine alimentation, essentiels au plein développement des jeunes Québécois. 

## Vision
Les jeunes Québécois ont une saine alimentation et un mode de vie physiquement actif, deux habitudes de vie reconnues par les communautés locales et par toute la société comme des éléments essentiels à leur plein développement et à leur réussite éducative.

## Objectif
Augmenter le pourcentage de jeunes, notamment dans les milieux défavorisés, à adopter et à maintenir une saine alimentation et un mode de vie physiquement actif favorables à leur plein développement et à leur réussite éducative.

## Orientations
Québec en Forme s'inscrit dans une approche populationnelle et vise de façon plus accentuée les milieux défavorisés. L'organisation privilégie trois orientations :
- La mobilisation des communautés
- La modification des environnements
- La transformation de la norme sociale

## Historique
La création de Québec en Forme s'inscrivait dans la mouvance mondiale de promotion de la santé qui s'amorça au milieu des années 1980. À cet égard, la Charte d'Ottawa - signée en 1986 par 38 pays réunis sous l'égide de l'Organisation mondiale de la santé, du ministère canadien de la Santé et du Bien-être social et de l'Association canadienne de santé publique - symbolisait cette prise de conscience planétaire en établissant les principes fondamentaux de la promotion de la santé et les facteurs à prendre en considération pour agir positivement sur notre état de santé.  
C'est-à-dire des facteurs économiques et sociaux, liés au revenu, à l'éducation, à la profession, aux conditions de travail, à l'état mental, etc., qui ont une influence sur nos comportement, comme le tabagisme, la consommation d'alcool, les habitudes alimentaires ou l'inactivité physique. 
Au tournant du millénaire, le gouvernement du Québec souhaitant agir sur ces facteurs déterminants pour la santé prenait diverses initiatives en ce sens. C'est ainsi :  
- Qu'un Programme national de santé publique fut élaboré pour la période 2003-2012;
- Qu'un Forum des générations se déroula en 2004;
- Que Jean Perreault, alors maire de Sherbrooke, présida en 2005 un groupe de travail sur l'amélioration des saines habitudes de vie chez les jeunes et remis son rapport, Investir pour l'avenir, aux instances gouvernementale;
- Qu'un Plan d'action gouvernemental (PAG) de promotion des saines habitudes de vie et de prévention des problèmes reliés au poids[4] pour 2006-2012 fut conçu par sept ministères et un large ensemble d'organismes gouvernementaux.

Les recommandations émises se traduisirent, le 8 juin 2007, par l'entrée en vigueur d'une Loi instituant le fonds pour la promotion des saines habitudes de vie, qui fut adoptée à l'unanimité par l'Assemblée nationale.
C'est dans ce contexte qu'a été signé un deuxième partenariat prévoyant une contribution de 480 millions de dollars sur une période de dix ans versée à parts égales par le gouvernement du Québec et la Fondation Lucie et André Chagnon.
Cette entente était assortie d'un nouveau mandat : couvrir l'ensemble du Québec en mettant l'accent sur les milieux défavorisés pour promouvoir une saine alimentation et un mode de vie physiquement actif auprès des jeunes de la naissance à 17 ans.